# Kalkulationsverordnung
Die deutsche Kalkulationsverordnung war eine auf Grundlage des Versicherungsaufsichtsgesetzes erlassene Verordnung der Bundesanstalt für Finanzdienstleistungsaufsicht (BaFin). Sie legte fest, welche versicherungsmathematischen Methoden die Versicherungsunternehmen verwenden müssen, wenn sie Prämien und Rückstellungen für Kranken- und Lebensversicherungen berechnen.
Sie wurde mit Wirkung zum 1. Januar 2016 durch die Krankenversicherungsaufsichtsverordnung (KVAV) ersetzt.

## Grundsätze der Prämienberechnung
Die Prämienberechnung hat nach den anerkannten Regeln der Versicherungsmathematik für jede versicherte Person altersabhängig getrennt für jeden Tarif mit einem dem Grunde und der Höhe nach einheitlichen Leistungsversprechen unter Verwendung der maßgeblichen Rechnungsgrundlagen und einer nach Einzelaltern erstellten Prämienstaffel zu erfolgen (§ 10 Abs. 1 Satz 1 KalV).
Ziel war es, aus Gründen der Rechtssicherheit klare versicherungsmathematische Berechnungsgrundlagen vorzugeben, damit die Zivilgerichte nicht in jedem Streitfall die Angemessenheit der Prämienberechnung anhand des § 315 BGB beurteilen müssen.

## Weitere Regelungen
Die Verordnung enthält zudem Bestimmungen
- zur Gleichartigkeit des Versicherungsschutzes und zur Anrechnung der erworbenen Rechte und der Alterungsrückstellung bei einem Tarifwechsel,
- zur Berechnung des Übertragungswertes,
- zum Wechsel in den Basistarif und zu einem darauf folgenden Wechsel aus dem Basistarif,
- zur Ermittlung des Überzinses, zur Verteilung von Beiträgen auf berechtigte Versicherten und zur Ermittlung des ursprünglichen Eintrittsalters,
- zum Verfahren zur Gegenüberstellung der erforderlichen mit den kalkulierten Versicherungsleistungen sowie zur Frist für die Vorlage der Gegenüberstellung an die Aufsichtsbehörde und den Treuhänder.

## Verordnungsgeber
Die Kalkulationsverordnung wurde in ihrer ursprünglichen Fassung im Jahr 1996 vom Bundesministerium der Finanzen im Einvernehmen mit dem Bundesministerium der Justiz und mit Zustimmung des Bundesrats erlassen. Durch § 1a BaFinBefugV wurde die Ermächtigung 2007 auf die BaFin übertragen.